# Muránska Huta
Muránska Huta (em húngaro: Murányhuta) é um município da Eslováquia, situado no distrito de Revúca, na região de Banská Bystrica. Tem 8,46 km² de área e sua população em 2018 foi estimada em 186 habitantes.

## Demografia
| Ano:        | 1994 | 2004    | 2014   | 2024    |
| ----------- | ---- | ------- | ------ | ------- |
| Broj ljudi: | 128  | 209     | 194    | 172     |
| Razlika:    |      | +63,28% | -7,17% | -11,34% |

| Ano:               | 2023 | 2024   |
| ------------------ | ---- | ------ |
| Número de pessoas: | 173  | 172    |
| Diferença:         |      | -0,57% |